# Головне напруження

Залежність напружень на гранях паралелепіпеда від орієнтації координатних осей на прикладі плоского напруженого стану (, — головні напруження)

Головни́м напру́женням (англ. prinsipal stress) називають напруження, вектор {\displaystyle \sigma _{i}} якого є перпендикулярним до площини, на яку він діє. Перпендикулярність вектора свідчить про те, що у цій площині дотичні напруження відсутні.

## Загальні положення
Знаходження головних напружень є частковим випадком задання власних значень для матриці, яка містить компоненти тензора напружень. Отримані власні значення є головними напруженнями, а власні вектори характеризують таку базу компонентів, у якій тензор напружень буде представлений у вигляді діагональної матриці.
Більшість тензорів напружень представляються симетричною матрицею (за винятком, наприклад, задач несиметричної теорії пружності чи тензора Піоли-Кірхгоффа першого роду) і головні напруження є дійсними числами.
Якщо розглянути елементарний паралелепіпед довільно зорієнтований у просторі то і напруження на його гранях у загальному випадку будуть характеризуватись тензором напружень з компонентами відмінними від нуля. При зміні орієнтації граней виділеного елемента змінюються також напруження, що діють на його гранях. При цьому можна знайти такі три взаємно перпендикулярні площинки, на яких дотичні напруження дорівнюватимуть нулю. Площинки, на яких дотичні напруження відсутні, називають головними площинками а нормальні напруження, відповідно — головними напруженнями. Як би не було навантажене тіло, в кожній його точці є принаймні три головні площинки, при чому вони взаємно перпендикулярні. Напрями, паралельні головним напруженням, називають головними напрямами напружень або головними осями у даній точці.

## Визначення головних напружень
Головні напруження позначаються символами {\displaystyle \sigma _{1}}, {\displaystyle \sigma _{2}}, {\displaystyle \sigma _{3}}. Тензор напружень у виді вираженому через власні вектори буде мати компоненти:
{\displaystyle \sigma _{ij}^{'}={\begin{pmatrix}\sigma _{1}&0&0\\0&\sigma _{2}&0\\0&0&\sigma _{3}\end{pmatrix}}}
Умовно приймається послідовність позначень: {\displaystyle \sigma _{1}\geqslant \sigma _{2}\geqslant \sigma _{3}}
Головні напруження є коренями такого рівняння:
{\displaystyle \ -\sigma ^{3}+I_{1}\sigma ^{2}-I_{2}\sigma +I_{3}=0,}
де:
{\displaystyle \sigma } — головне напруження;
{\displaystyle I_{1}}, {\displaystyle I_{2}}, {\displaystyle I_{3}} — інваріанти напруженого стану, які можна визначити з таких виразів:
{\displaystyle \ I_{1}=\sigma _{ii}=\sigma _{11}+\sigma _{22}+\sigma _{33}=\sigma _{1}+\sigma _{2}+\sigma _{3}}
{\displaystyle I_{2}={\begin{vmatrix}\sigma _{22}&\sigma _{23}\\\sigma _{32}&\sigma _{33}\end{vmatrix}}+{\begin{vmatrix}\sigma _{11}&\sigma _{13}\\\sigma _{31}&\sigma _{33}\end{vmatrix}}+{\begin{vmatrix}\sigma _{11}&\sigma _{12}\\\sigma _{21}&\sigma _{22}\end{vmatrix}}=\sigma _{1}\sigma _{2}+\sigma _{2}\sigma _{3}+\sigma _{3}\sigma _{1}}
{\displaystyle I_{3}={\begin{vmatrix}\sigma _{ij}\end{vmatrix}}=\sigma _{1}\sigma _{2}\sigma _{3}.}
Значення інваріант не змінюються при повороті системи координат.

## Часткові випадки
Деякі з головних напружень можуть дорівнювати нулю. В залежності від кількості відмінних від нуля головних напружень розрізняють такі види напруженого стану:
- лінійний (одновісний);
- плоский (двовісний);
- об'ємний (тривісний).